# Jean-Henri de Bosset
Pour les articles homonymes, voir Bosset (homonymie).
Jean-Henri de Bosset, né le 9 février 1762 à Neuchâtel et mort de maladie le 29 octobre 1812 à Smolensk, est un militaire neuchâtelois.

## Biographie
Il naît dans une famille originaire de Neuchâtel. Son père, Jean-Frédéric de Bosset (1729-1812), est membre du Petit Conseil ; sa mère est Judith Girard d'Aubigné (1728-1749). En 1794, il se marie à Neuchâtel avec Julie-Françoise de Luze (1867-1828), fille de François de Luze et d'Anne-Catherine d'Anthès. Il est contrôleur des forêts de la principauté de Neuchâtel de 1797 à 1799, puis forme le bataillon du prince de Neuchâtel dit des Canaris en 1807 sur ordre du maréchal Berthier, alors prince de Neuchâtel, qui lui obtient la Légion d'honneur.
Commandant de ce bataillon de 1809 à 1812 (il est nommé colonel en 1811), Bosset participe à neuf batailles majeures du Premier Empire, dont Wagram en 1809 et la Moskova en 1812. La même année, il est nommé commandant de la place de Smolensk où il décède de maladie pendant la campagne de Russie.